# Liriomyza latigenis
Liriomyza latigenis este o specie de muște din genul Liriomyza, familia Agromyzidae, descrisă de Friedrich Georg Hendel în anul 1920.
Este endemică în Spania. Conform Catalogue of Life specia Liriomyza latigenis nu are subspecii cunoscute.